# Yoriko Okamoto
Yoriko Okamoto (Osaka, 6 de setembro de 1971) é uma ex-taekwondista japonesa.
Yoriko Okamoto competiu nos Jogos Olímpicos de 2000, 2004 e 2008, na qual conquistou a medalha de bronze, em 2000.